# Бразил-Нову

Бразил-Нову на карте штата.

Бразил-Нову (порт. Brasil Novo) — муниципалитет в Бразилии, входит в штат Пара. Составная часть мезорегиона Юго-запад штата Пара. Входит в экономико-статистический микрорегион Алтамира. Население составляет 15 690 человек на 2010 год. Занимает площадь 6362,575 км². Плотность населения — 2,47 чел./км².

## Демография
Согласно сведениям, собранным в ходе переписи 2010 г. Национальным институтом географии и статистики (IBGE), население муниципалитета составляет:
| Полное население                               | Полное население                               | Полное население                               | Полное население                               | 15 690 |
| ---------------------------------------------- | ---------------------------------------------- | ---------------------------------------------- | ---------------------------------------------- | ------ |
| в том числе:                                   | Городское население                            | 6899                                           | Процент городского населения, %                | 43,97  |
|                                                | Сельское население                             | 8791                                           | Процент сельского населения, %                 | 56,03  |
|                                                | Мужское население                              | 8314                                           | Процент мужского населения, %                  | 52,99  |
|                                                | Женское население                              | 7376                                           | Процент женского населения, %                  | 47,01  |
| Плотность населения, чел/км²                   | Плотность населения, чел/км²                   | Плотность населения, чел/км²                   | Плотность населения, чел/км²                   | 2,47   |
| Население муниципалитета в % к населению штата | Население муниципалитета в % к населению штата | Население муниципалитета в % к населению штата | Население муниципалитета в % к населению штата | 0,21   |

По данным оценки 2015 года, население муниципалитета составляет 14 984 жителя.

## Статистика
- Валовой внутренний продукт на 2003 год составляет 95 629 037,00 реалов (данные: Бразильский институт географии и статистики).
- Валовой внутренний продукт на душу населения на 2003 год составляет 4913,38 реалов (данные: Бразильский институт географии и статистики).
- Индекс развития человеческого потенциала на 2000 год составляет 0,674 (данные: Программа развития ООН).

## Важнейшие населенные пункты
| № | Населённый пункт  | Населённый пункт (порт.) | Категория         | Население чел. (2010) | На карте                       |
| - | ----------------- | ------------------------ | ----------------- | --------------------- | ------------------------------ |
| 1 | Бразил-Нову       | Brasil Novo              | город             | 6899                  | 3°18′08″ ю. ш. 52°32′25″ з. д. |
| 2 | Гранди-Эсперанса  | Grande Esperança         | поселок           | 319                   | 3°21′25″ ю. ш. 52°37′52″ з. д. |
| 3 | Дуки-ди-Кашиас    | Duque de Caxias          | поселок           | 289                   | 3°19′02″ ю. ш. 52°41′22″ з. д. |
| 4 | Карлус-Пена-Филью | Carlos Pena Filho        | поселок           | 273                   | 3°17′55″ ю. ш. 52°29′23″ з. д. |
| 5 | Арарас            | Ararás                   | индейская деревня | 252                   | 3°49′07″ ю. ш. 52°51′54″ з. д. |
| 6 | Олаву-Билак       | Olavo Bilac              | поселок           | 149                   | 3°11′56″ ю. ш. 52°28′34″ з. д. |